# Kvalifikations Ligaen 2017
La Kvalifikations Ligaen 2017 è  il campionato di football americano di secondo livello, organizzato dalla DAFF.
Gli Holstebro Dragons si sono ritirati dopo essersi iscritti, pertanto hanno perso tutti gli incontri 50-0 a tavolino.

## Squadre partecipanti
| Club               | Città         | Stadio | Sponsor ufficiale | Risultato nella stagione 2016 |
| ------------------ | ------------- | ------ | ----------------- | ----------------------------- |
| Esbjerg Hurricanes | Esbjerg       |        |                   |                               |
| Frederikssund Oaks | Frederikssund |        |                   |                               |
| Holstebro Dragons  | Holstebro     |        |                   |                               |
| Horsens Stallions  | Horsens       |        |                   |                               |
| Odense Badgers     | Odense        |        |                   |                               |

## Stagione regolare

### Calendario

#### 1ª giornata
| Holstebro 8 aprile 2017, ore 14:00 | Holstebro Dragons | 0 – 50 (a tavolino) referto | Frederikssund Oaks | Idrætscenter Vest |

#### 2ª giornata
| Odense 16 aprile 2017, ore 14:00 | Odense Badgers | 19 – 7 referto | Esbjerg Hurricanes | Bolbroparken |

#### 3ª giornata
| Frederikssund 22 aprile 2017, ore 14:00 | Frederikssund Oaks | 12 – 10 referto | Esbjerg Hurricanes | Ådalens Skole |

| Horsens 23 aprile 2017, ore 14:00 | Horsens Stallions | 8 – 26 referto | Odense Badgers | Dagnæs Stadion |

#### 4ª giornata
| Frederikssund 6 maggio 2017, ore 14:00 | Frederikssund Oaks | 27 – 0 referto | Horsens Stallions | Ådalens Skole |

#### 5ª giornata
| Esbjerg 12 maggio 2017, ore 14:00 | Esbjerg Hurricanes | 50 – 0 (a tavolino) referto | Holstebro Dragons | Skibhøj Idrætsanlæg |

#### 6ª giornata
| Horsens 20 maggio 2017, ore 14:00 | Horsens Stallions | 0 – 42 referto | Esbjerg Hurricanes | Dagnæs Stadion |

| Odense 21 maggio 2017, ore 14:00 | Odense Badgers | 50 – 0 (a tavolino) referto | Holstebro Dragons | Bolbroparken |

#### 7ª giornata
| Holstebro 3 giugno 2017, ore 14:00 | Holstebro Dragons | 0 – 50 (a tavolino) referto | Horsens Stallions | Idrætscenter Vest |

| Frederikssund 5 giugno 2017, ore 14:00 | Frederikssund Oaks | 15 – 12 referto | Odense Badgers | Ådalens Skole |

#### 8ª giornata
| Esbjerg 10 giugno 2017, ore 15:00 | Esbjerg Hurricanes | 7 – 44 referto | Frederikssund Oaks | Blue Water Arena |

| Odense 11 giugno 2017, ore 14:00 | Odense Badgers | 24 – 14 referto | Horsens Stallions | Bolbroparken |

#### 9ª giornata
| Frederikssund 24 giugno 2017, ore 14:00 | Frederikssund Oaks | 50 – 0 (a tavolino) referto | Holstebro Dragons | Ådalens Skole |

#### 10ª giornata
| Holstebro 6 agosto 2017, ore 14:00 | Holstebro Dragons | 0 – 50 (a tavolino) referto | Odense Badgers | Idrætscenter Vest |

#### 11ª giornata
| Holstebro 13 agosto 2017, ore 14:00 | Holstebro Dragons | 0 – 50 (a tavolino) referto | Esbjerg Hurricanes | Idrætscenter Vest |

#### 12ª giornata
| Horsens 26 agosto 2017, ore 14:00 | Horsens Stallions | 0 – 32 referto | Frederikssund Oaks | Dagnæs Stadion |

| Esbjerg 27 agosto 2017, ore 14:00 | Esbjerg Hurricanes | 6 – 35 referto | Odense Badgers | Skibhøj Idrætsanlæg |

#### 13ª giornata
| Esbjerg 2 settembre 2017, ore 14:00 | Esbjerg Hurricanes | 26 – 0 referto | Horsens Stallions | Skibhøj Idrætsanlæg |

#### 14ª giornata
| Odense 16 settembre 2017, ore 16:00 | Odense Badgers | 41 – 47 referto | Frederikssund Oaks | Bolbroparken |

| Horsens 17 settembre 2017, ore 17:00 | Horsens Stallions | 50 – 0 (a tavolino) referto | Holstebro Dragons | Dagnæs Stadion |

### Classifica
La classifica della regular season è la seguente:
- PCT = percentuale di vittorie, G = partite giocate, V = partite vinte,  P = partite perse, PF = punti fatti, PS = punti subiti

| Pos. | Squadra            | PCT   | G | V | N | P | PF  | PS  |
| ---- | ------------------ | ----- | - | - | - | - | --- | --- |
| 1    | Frederikssund Oaks | 1.000 | 8 | 8 | 0 | 0 | 277 | 70  |
| 2    | Odense Badgers     | .750  | 8 | 6 | 0 | 2 | 257 | 97  |
| 3    | Esbjerg Hurricanes | .500  | 8 | 4 | 0 | 4 | 198 | 110 |
| 4    | Horsens Stallions  | .250  | 8 | 2 | 0 | 6 | 122 | 177 |
| 5    | Holstebro Dragons  | .000  | 8 | 0 | 0 | 8 | 0   | 400 |

## Spareggi promozione
| Kastrup 30 settembre 2017, ore 12:00 | Amager Demons | 0 – 21 referto | Frederikssund Oaks | Tårnby Stadion |

| Copenaghen 30 settembre 2017, ore 17:00 | Copenhagen Tomahawks | 14 – 7 referto | Odense Badgers | Valby Idrætspark |

## Verdetti
- Frederikssund Oaks promossi
- Odense Badgers non promossi